# Werner Van Cleemput
Werner Van Cleemput (* 14. Juli 1930 in Sint-Niklaas; † 20. Juni 2006 in Waasmunster) war ein belgischer Komponist.

## Leben
Werner Van Cleemput absolvierte Studien an der Akademie in Sint-Niklaas, Belgien, in der Halewijnstichting in Antwerpen in den Fächern Musikpädagogik und Jugendmusik sowie am Institut für Psycho-akustische und elektronische Musik in Gent. Seine Studien schloss er mit dem Diplom im Fach Violine und Kammermusik sowie als Musiklehrer ab. Er folgte zwar privaten Vorlesungen bei Karel Goeyvaerts in Komposition und Musiktheorie, aber in erster Linie bildete er sich als Komponist autodidaktisch weiter. 

## Werke

### Werke für Orchester
- Balletflitsen Suite für symphonisches Orchester

### Werke für Kammerorchester
- Romance für Violine und Kammerorchester
- Gedichtje van St. Niklaas für zwei Streicher mit Kammerorchester
- Bauern-Charleston (Boerecharleston) für zwei Streicher mit Kammerorchester

### Werke für Orgel
- Das Ende der Diaspora (Het Einde van de Diaspora)
- Gruppetto

### Werke für Blasorchester
- 1984 Tompouce
  1. Mars
  2. Wiegelied
  3. Poppenkast
- 1989 Villanelle
  1. Canaries
  2. Rigaudons en rondeau
- Music Hall
- On the Village Green (Onder den Toren)
- D'Ar Penn Ar Bed für symphonisches Blasorchester
- Petite Suite Provençale für Jugend-Blasorchester
- Youth
- Gospel Time
- Heroic Poem
- Caribbean Flush für Bariton-Solo und Blasorchester
- Danze
- Les Recontres de St. Flour
- Flandria Nostra
- Little Suite Nr. 2
- Arachne
- The 28-82 Link für Brass-Band
- Summa cum Laude
- In Memoriam